# Modellpflege
Als Modellpflege (auch Facelifting oder Facelift) werden in der Automobil- und Motorradbranche Überarbeitungen eines Fahrzeugmodells bezeichnet.

## Überblick
Üblich ist es, etwa zur Mitte des Produktlebenszyklus eines Modells eine Modellpflege durchzuführen. Typischerweise umfasst eine solche Modellpflege neue Motorvarianten, weitere Ausstattungsoptionen und optische Aktualisierungen, die oft Details wie die Scheinwerfer und die Stoßfänger betreffen. 
Im Gegensatz zum Modellwechsel, bei dem ein ganz neues Fahrzeug auf den Markt kommt, bleibt ein Fahrzeug nach der Modellpflege technisch weitgehend gleich, und unterliegt nur Veränderungen im Detail. Die meisten Änderungen sind visuell, z. B. Zierleisten, Leuchten, Kühlergrill, Stoffbezüge.
Die Automobilhersteller verwenden oft eigene Bezeichnungen wie LCI für Life Cycle Impulse (BMW) oder PA für Produktaufwertung (Volkswagen).

## Abgrenzungsungenauigkeiten
Was eine Modellpflege ist und was bereits ein neues Modell, ist letztlich Interpretationssache. Teilweise umfangreiche Facelifts und ein verstärktes Zurückgreifen auf Gleichteile wie Bodengruppen erzeugen einen Graubereich. So galt im medialen Konsens die Mercedes-Benz-Baureihe 222 (S-Klasse von 2013) als neues Modell, obwohl es die Bodengruppe und die Typgenehmigung des Vorgängers verwendet, das im selben Jahr erschienene Facelift der Baureihe 212 (E-Klasse) aber tatsächlich nur als Facelift, obwohl die Neuerungen sehr umfangreich waren. Beides wurde als neues Modell vermarktet.
Der VW Golf VI (2008 bis 2012) war offiziell die sechste Baureihe des VW Golf, de facto aber ein Golf V mit einem Facelift.

## Planung und Steuerung der Modellpflege
Die Modellpflege wird häufig mit dem Wechsel des Modelljahres eines Fahrzeugs durchgeführt. Dies hat Vorteile für die Erstellung der Vertriebsunterlagen, da das Modelljahr auch in den Zulassungsunterlagen vermerkt wird (siehe Fahrgestellnummer bzw. Fahrzeug-Identifizierungsnummer). Zudem wird die Produktionsplanung und -steuerung erleichtert, da die verschiedenen technischen Änderungen, die sich im Laufe der Zeit ergeben, nicht einzeln, sondern gebündelt in die Produktion einfließen und damit auch die Beschaffung und Logistik der Neu- und Entfallteile gezielter gesteuert werden können.

## Beispiele

### Modellpflege ohne Facelift

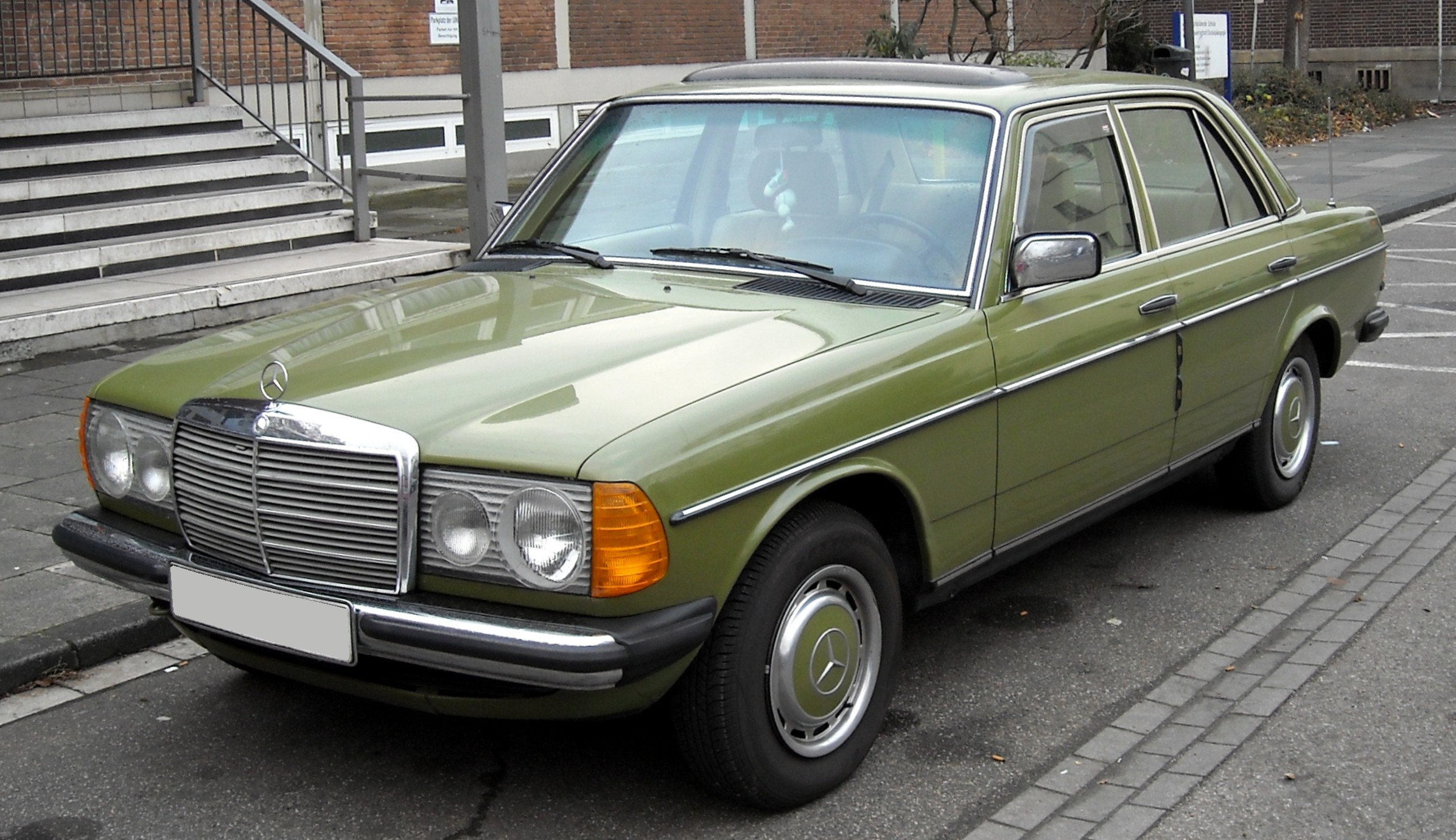
Mercedes-Benz 200
(W 123, 1975–1982)

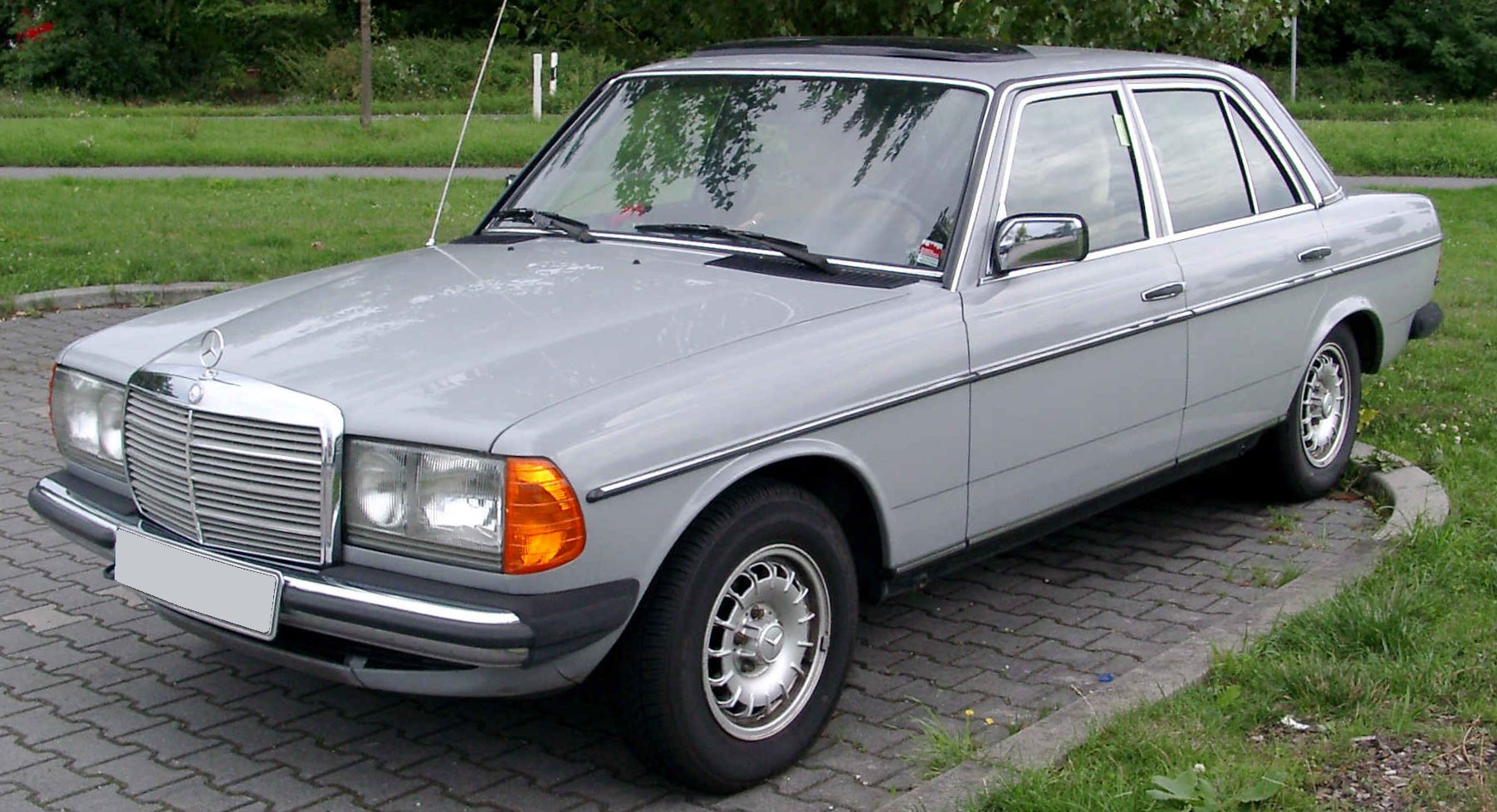
Mercedes-Benz 200
(W 123, 1982–1985)

Der Mercedes-Benz W 123 wurde während seiner zehnjährigen Produktionszeit äußerlich kaum verändert. Die Modellpflegemaßnahmen waren hauptsächlich technischer Natur.
Während der Bauzeit wurden unter anderem neu entwickelte Motoren, geänderte Innenausstattungen und neue Ausstattungsmerkmale eingesetzt. Das äußere Erscheinungsbild änderte sich im Wesentlichen dadurch, dass zu Produktionsbeginn nur für die Spitzenmodelle verfügbare Fahrzeugteile, wie zum Beispiel Breitbandhalogenscheinwerfer, ab September 1982 auch in die kleiner motorisierten Versionen eingebaut wurden.

### Leichtes Facelift

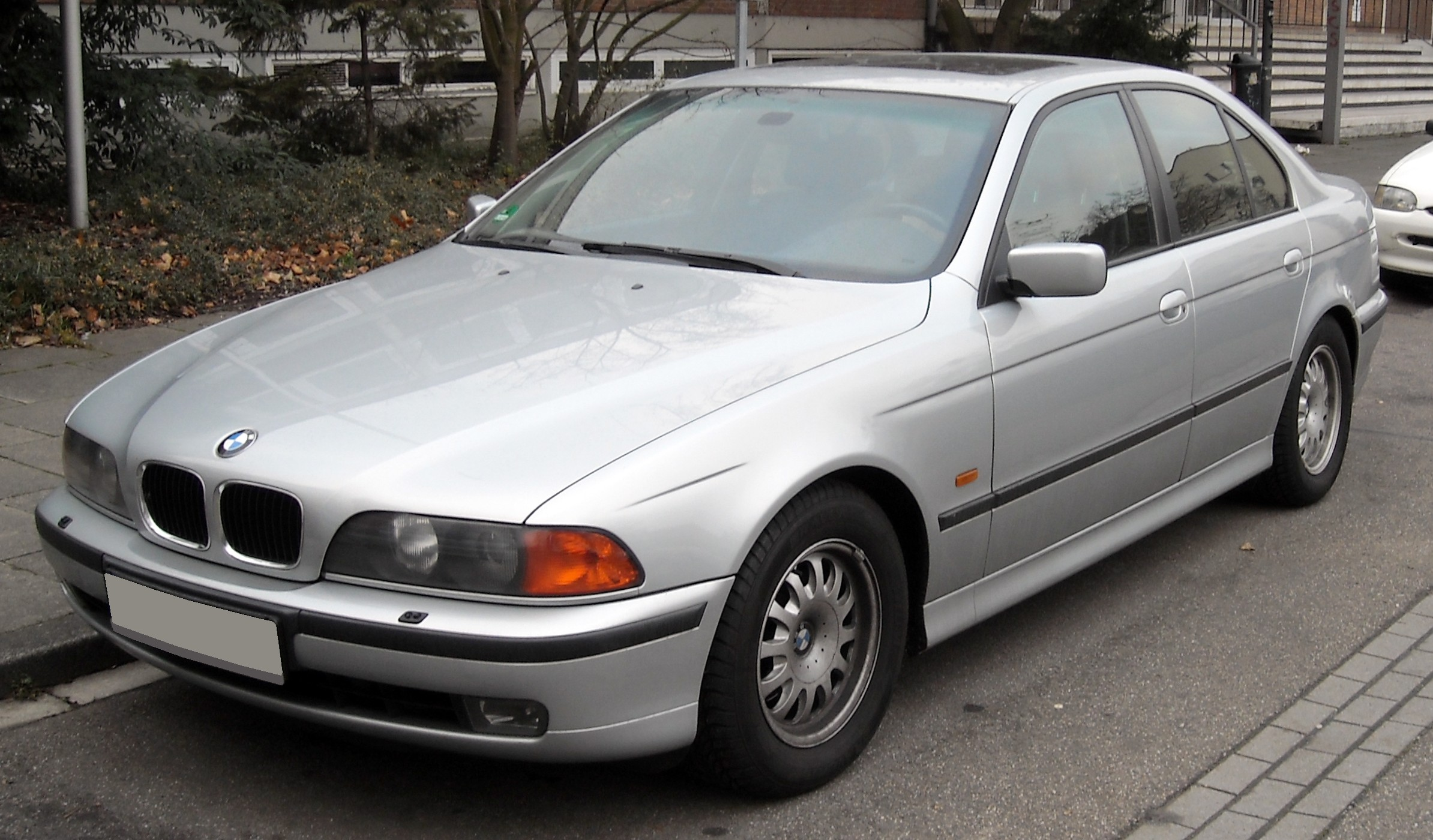
BMW 5er (E39, 1995–2000)

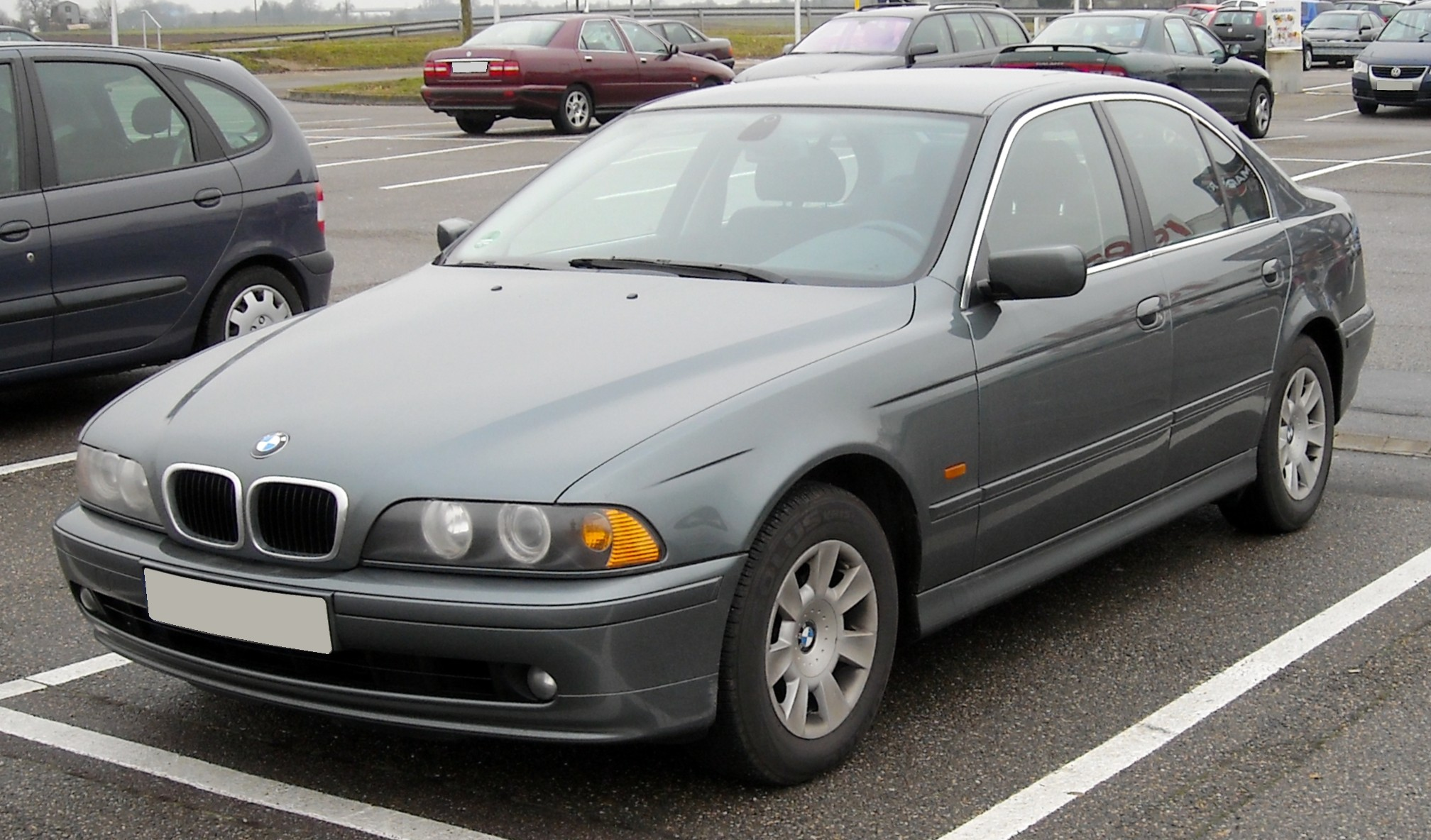
BMW 5er (E39, 2000–2003)

Der 5er BMW wurde im September 2000 für das Modelljahr 2001 dezent optisch und technisch überarbeitet. Die vorderen Scheinwerfer wurden durch Scheinwerfer mit Standlichtringen und runden Blinkleuchten ersetzt, die Rückleuchten ebenfalls leicht geändert. Alle Stoßleisten erhielten eine Lackierung in Wagenfarbe (außer beim M-Paket und M5). Die Chrom-Einfassung sowie die Form der BMW-Niere wurden ebenfalls verändert. Das Design der Frontschürze wurde verändert und die Nebelscheinwerfer rund anstatt eckig gestaltet. Aus technischer Sicht wurden fortan unter anderem neu entwickelte Motoren angeboten.

### Umfangreiches Facelift

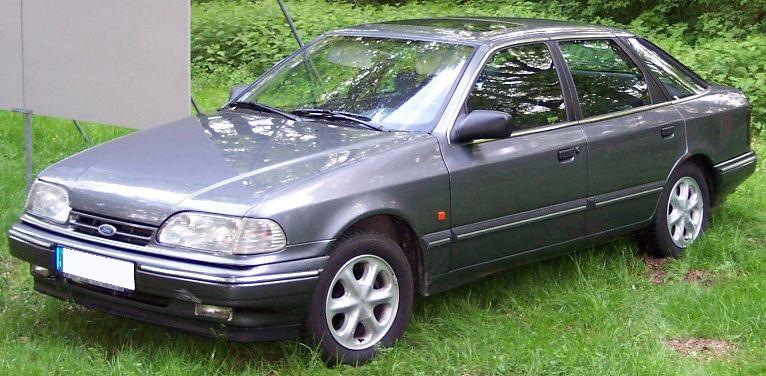
Ford Scorpio ’92 (1992–1994)

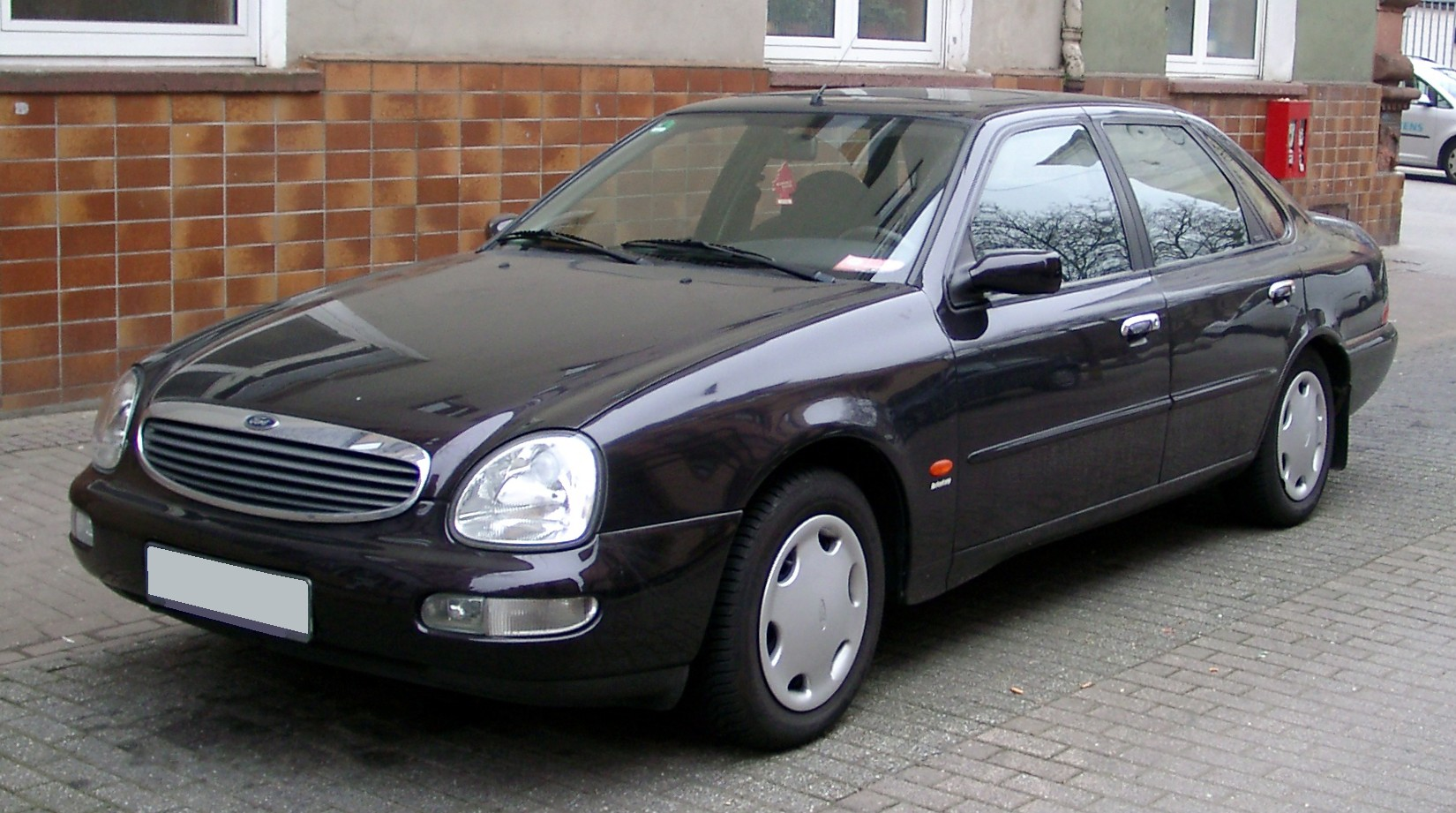
Ford Scorpio ’95 (1994–1997)

Der Ford Scorpio wurde im Oktober 1994 für das Modelljahr 1995 mit völlig neu gestalteten Karosserie-Anbauteilen ausgestattet. Die Fließhecklimousine entfiel komplett. Die Änderungen betrafen die Fahrzeugfront (Scheinwerfer, Kotflügel, Motorhaube, Stoßfänger, Kühlergrill usw.). Bei der Stufenhecklimousine wurde zudem auch der Heckbereich völlig neu gestaltet, was beim Kombi (Turnier) nicht der Fall war.
Wegen der in weiten Teilen gleichen Technik ist der Scorpio ’95 aber nach wie vor grundsätzlich nur ein modernisierter Scorpio ’92.
Ähnliches gilt für den VW Golf VI, der weitestgehend mit dem Golf V identisch ist.
Ein deutliches Facelift erhielt auch der Fiat Multipla, bei dem die charakteristische Stufenfront mit runden Scheinwerfern 2004 ersetzt wurde.

### Modellpflege bei Umstellung der Fahrzeugmarke

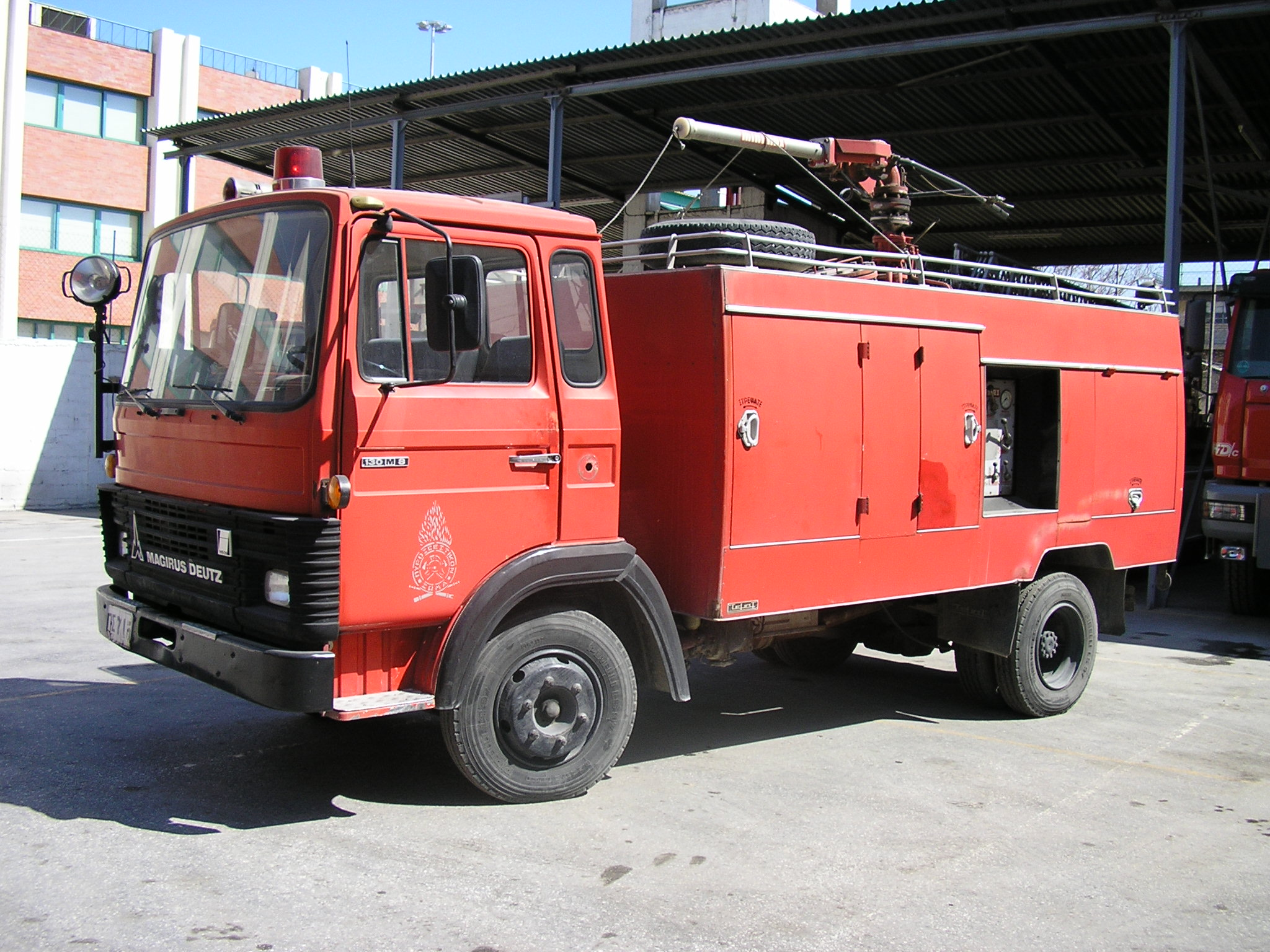
Magirus-Deutz MK-Reihe

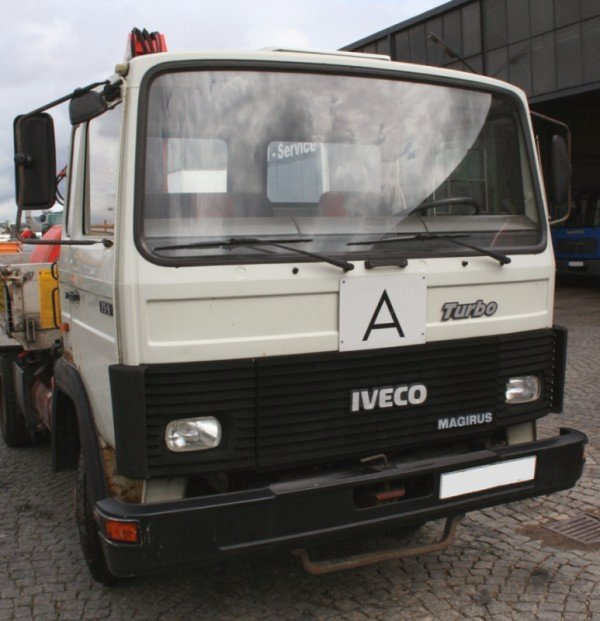
Iveco Magirus MK-Reihe

In der Geschichte der Automobilindustrie kommt es vor, dass ein Fahrzeughersteller von einem anderen übernommen wird. In solchen Fällen wurden in der Vergangenheit häufig Modelle des übernommenen Herstellers unter geringen Änderungen in das Programm des übernehmenden Herstellers aufgenommen. Ein Beispiel aus der Nutzfahrzeugindustrie ist die Magirus-Deutz MK-Reihe. Im Rahmen der Eingliederung von Magirus-Deutz in den Iveco-Konzern von 1975 bis 1983 wurde die MK-Reihe von Magirus-Deutz, die schon 1980 einen anderen Kühlergrill erhalten hatte, 1983 einem weiteren Facelift unterzogen, bei dem die Blinker in die nun statt aus Metall aus Kunststoff gefertigte Stoßstange wanderten. Gleichzeitig wurde der Innenraum neu gestaltet und die Markenbezeichnung auf Iveco umgestellt. Die Umstellung geschah sehr behutsam von „Magirus-Deutz“ über „Magirus Iveco“ und „Iveco Magirus“ schließlich zu ausschließlich „Iveco“, um die Stammkunden langsam an die neue Marke heranzuführen.